# Papoušek kapský
Papoušek kapský (Poicephalus robustus) je největším zástupcem afrických dlouhokřídlých papoušků rodu Poicephalus. Ve volné přírodě není hojný a jeho stavy se postupně snižují. V České republice je zatím chován spíše vzácně, i když k úspěšným odchovům zde již došlo.

## Vzhled
Tento robustní papoušek dorůstá délky 33–34 cm. Zbarvení jeho těla je převážně zelené, barva hlavy závisí na poddruhu. Nepřehlédnutelným atributem je papouškův mohutný zahnutý zobák. Pohlavní dimorfismus není příliš výrazný.

## Výskyt
Domovinou papouška kapského je jih, západ a východ Afriky – Jihoafrická republika, Mosambik, Tanzanie, Rwanda, Zambie, Zimbabwe, Ghana, Nigérie aj. Tohoto papouška najdeme většinou v nadmořských výškách 1000–2100 m. Obývá jehličnaté lesy, otevřené lesy a savany, za potravou zalétá i do mangrovů a na ovocné plantáže. Ke snižování populace papouška kapského přispívá ničení jeho biotopu, nelegální odchyty a v neposlední řadě i místní válečné konflikty a kmenové rozbroje.

## Poddruhy
- Papoušek kapský jižní (Poicephalus robustus robustus). Svým vzhledem se odlišuje od ostatních poddruhů, a to především zbarvením hlavy. Ta je zeleno- až žlutohnědá, posetá hnědými a zelenými skvrnami. Hruď, břicho a kostřec mají modrý nádech. Ohbí křídel a stehna jsou oranžově červená. Samice má vždy oranžově zbarvené čelo. Tento poddruh se k nám nedováží.

- Papoušek kapský mosambický ( Poicephalus robustus suahelicus). Hlava a týl jsou stříbrošedé, prsa a břicho bez modrého nádechu. Samice má vždy oranžově zbarvené čelo. Tento poddruh k nám byl několikrát dovezen, ale v důsledků úhynů v našich chovech zbylo jen několik kusů.

- Papoušek kapský západní (Poicephalus robustus fuscicollis). Menší postavy než předchozí poddruh. Zelené části mají namodralý nádech; samice mají velkou oranžovou skvrnu na čele, která samcům chybí nebo místo ní mají jen několik oranžových peříček. Tento poddruh se do České republiky dováží nejčastěji.

## Způsob života a rozmnožování
Zástupci tohoto druhu žijí převážně v párech či menších rodinných skupinkách. Za letu udržují navzájem kontakt pomocí hlasitého volání; při přijímání potravy jsou naopak velmi tiší. Hnízdí v dutinách stromů, kde samičky snáší 2–4 bílá kulovitá vejce. Mláďata se líhnou po 26–28 dnech a hnízdo opouštějí po cca 70 dnech. I poté je však rodiče ještě nějakou dobu dokrmují. V našich podmínkách spadá doba hnízdění papoušků kapských přibližně na listopad.
Papoušci kapští jsou od přírody plaší ptáci; odchycení jedinci velmi špatně snášejí transport a mnoho jich cestou hyne. Zakoupení jedinci z dovozu zůstávají dlouho bojácní.

## Potrava
Papoušek kapský se v přirozeném prostředí živí semeny, bobulemi, ořechy, květy, listy a větvičkami stromů, příležitostně i hmyzem. Hlavní složkou potravy jsou semena jehličnanů rodu Podocarpus. Nezřídka tento papoušek zalétá na ovocná a obilná pole, kde se živí datlemi, fíky, švestkami, kukuřicí, čirokem nebo burskými oříšky.
V zajetí papouškům kapským podáváme směs zrnin pro větší papoušky (bílá a žíhaná slunečnice, kardi, pšenice, kukuřice, semenec, proso, pohanka), kterou pravidelně doplňujeme čerstvým ovocem, zeleninou, ořechy či bobulemi ( jeřabiny, hloh, šípek). Vhodným zdrojem živin je i naklíčené zrní (mungo, hrách, slunečnice, kukuřice, kardi). Stravu lze zpestřit i granulemi, piškoty, vařenou nesolenou rýží nebo těstovinami, trochou sýra atd. Jako zdroj vápníku slouží sépiová kost; k okusu je dobré podávat čerstvé větvičky ovocných stromů.

## Chov v zajetí
Papouškům kapským svědčí chov v prostorné voliéře s vnější (4 × 1 × 2m) a vnitřní (2 × 1 × 2m) částí. Dovezení ptáci se brzy otuží a snášejí i teploty jen několik stupňů nad nulou. Voliéra by měla být vybavena dostatečným množstvím bidel, protože tito papoušci rádi šplhají. Nedoporučuje se chovat pohromadě více samic, neboť se mohou navzájem napadat.
Tento papoušek je u nás chován téměř výhradně jako voliérový pták; jeho chov v roli domácího společníka se dosud nerozšířil. V zahraničí jsou ručně dokrmení papoušci kapští oblíbeni pro svou mírnou a vřelou povahu a někteří chovatelé-mazlíkáři je přirovnávají ke kakaduům, od nichž se ovšem odlišují menší náročností na čas a péči majitele. Přestože nejsou tak řečnicky nadaní jako papoušci konžští nebo senegalští, naučí se opakovat několik slov a zvuků. Vzhledem k vzácnosti tohoto druhu se však držení jednotlivců za účelem ochočení nedoporučuje; papouškům kapským by měla být dána šance rozmnožit se v podmínkách voliérového chovu.